# La Femme à papa
Pour plus de détails, voir Fiche technique et Distribution.
La Femme à papa est un film muet français réalisé par Georges Monca et Charles Prince, sorti en 1914.
Il s'agit d'une adaptation du vaudeville de Maurice Hennequin et Albert Millaud, pièce en trois actes créée à Paris au Théâtre des Variétés le 3 décembre 1879.

## Fiche technique
- Titre : La Femme à papa
- Réalisation : Georges Monca et Charles Prince
- Scénario : d'après le vaudeville de Maurice Hennequin et Albert Millaud (1879)
- Photographie :
- Montage :
- Société de production : Pathé Frères
- Société de distribution : Pathé Frères
- Pays d'origine :  France
- Langue : film muet avec les intertitres en français
- Métrage : 740 mètres
- Format : Noir et blanc — 35 mm — 1,33:1 — Muet
- Genre :  Comédie
- Durée : 24 minutes et 40 secondes
- Dates de sortie : 
  - France : 13 mars 1914

## Distribution
- Charles Prince : Baron Florestan de la Boucanière / son fils Aristide
- Marcelle Praince
- Andrée Pascal
- André Simon : Boléro
- Charles Lorrain
- Gabrielle Debrives
- Yvonne Harnold